# Mikkel Hansen
Mikkel Hansen (Elsinor; 22 de octubre de 1987) es un exjugador danés de balonmano que jugaba de lateral izquierdo. Su último equipo fue el Aalborg HB. Fue un componente de la selección de balonmano de Dinamarca.
En 2012, fue proclamado como IHF Jugador del Año 2011, al recibir el 35% de los votos, por delante de Filip Jicha y Nikola Karabatić. Posteriormente, fue nombrado mejor jugador de los años 2015 y 2018, siendo nombrado, así, tres años como mejor jugador del Mundo, convirtiéndole en uno de los mejores jugadores de la historia.

## Biografía
Se inició en las competiciones europeas con el club de GOG Svendborg durante la temporada 2005-2006. Luego jugó la Copa EHF, una competición en la que anotó cuatro goles en total. Las dos temporadas siguientes, jugó la Liga de Campeones de la EHF, anotando 13 goles en la temporada 2006-07 y 49 en la 2007-2008. En su etapa en el GOG Svendborg, ganó la Liga de Dinamarca en 2007. Fue al finalizar la temporada 2007-2008, cuando el lateral fichó por el FC Barcelona, permaneciendo en el club catalán hasta 2010.
En su primera temporada en el Barça, marcó 45 goles en la Liga de Campeones, donde el conjunto azulgrana llegó hasta las semifinales, cayendo eliminado a costa del THW Kiel. Ese mismo año, ganaría la Copa del Rey y la Supercopa de España. En la segunda temporada, el Barcelona llegaría de nuevo a las semifinales, ganando al Chekhovskie Medvedi por 34-27 y pasando a la final. En la final, volvió a perder con el THW Kiel por 36-34, donde Hansen marcó 1 solo gol, de los 54 que marcó en toda la Champions, finalizando el 32.º máximo goleador. Tras un mal rendimiento, peor de lo esperado, el lateral vuelve a Dinamarca, fichando por el AG Kopenhagen. Posteriormente, tras su buen rendimiento con su equipo y con el combinado nacional danés, Mikkel Hansen decide fichar por el PSG francés para liderar el ambicioso proyecto del remodelado equipo de París.
Su debut oficial con el Paris Saint-Germain, se produjo en la Liga francesa contra el Cesson-Rennes MHB, al que ganaron por 34-23. Hansen anotó 5 goles de 10 tiros intentados, además de perder un balón y recibir una exclusión. En la segunda jornada, anotó 2 goles frente al Pays d'Aix, ganando por 27-31, lo que colocaría al París colíder con 4 puntos, junto con el Montpellier HB y el Chambéry Savoie Handball. En el partido que lo enfrentó a los vigentes campeones del Montpellier, anotó 11 goles en la aplastante victoria por 38-24, siendo el líder anotador junto con los 10 goles de Marko Kopljar, colocándose como líderes de la liga de Francia.
En el Mundial de Egipto 2021 conquistó su segundo título como campeón del mundo con la selección danesa. Además, fue proclamado mejor jugador del campeonato por cuarta vez (después de 2011, 2015 y 2018).
En febrero de 2021 se anunció su vuelta a Dinamarca para jugar con el Aalborg Håndbold a partir de la temporada 2022-23.
Hansen anunció su retirada como jugador profesional tras los Juegos Olímpicos de París 2024, en donde se colgó el oro con la selección danesa, como colofón a una carrera exitosa.

## Equipos
- GOG Svendborg (2005-2008)
- FC Barcelona (2008-2010)
- AG København (2010-2012)
- Paris Saint-Germain (2012-2022)
- Aalborg Håndbold (2022-2024)

## Palmarés

### Selección nacional
| Juegos Olímpicos   | Juegos Olímpicos     | Juegos Olímpicos  | Juegos Olímpicos |
| Año                | Lugar                | Medalla           |                  |
| ------------------ | -------------------- | ----------------- | ---------------- |
| 2016               | Río de Janeiro       | Medalla de oro    |                  |
| 2020               | Tokio                | Medalla de plata  |                  |
| 2024               | París                | Medalla de oro    |                  |
| Campeonato Mundial |                      |                   |                  |
| Año                | Lugar                | Medalla           |                  |
| 2011               | Suecia               | Medalla de plata  |                  |
| 2013               | España               | Medalla de plata  |                  |
| 2019               | Alemania y Dinamarca | Medalla de oro    |                  |
| 2021               | Egipto               | Medalla de oro    |                  |
| 2023               | Polonia y Suecia     | Medalla de oro    |                  |
| Campeonato Europeo |                      |                   |                  |
| Año                | Lugar                | Medalla           |                  |
| 2012               | Serbia               | Medalla de oro    |                  |
| 2014               | Dinamarca            | Medalla de plata  |                  |
| 2022               | Hungría y Eslovaquia | Medalla de bronce |                  |
| 2024               | Alemania             | Medalla de plata  |                  |

### GOG Svendborg
- Liga de Dinamarca (2007)

### FC Barcelona
- Copa ASOBAL (2010)
- Supercopa de España (2009 y 2010)
- Copa del Rey (2009 y 2010)

### AG Kopenhague
- Liga de Dinamarca (2011 y 2012)
- Copa de Dinamarca (2011 y 2012)

### PSG
- Liga de Francia de balonmano (9): 2013, 2015, 2016, 2017, 2018, 2019, 2020, 2021, 2022
- Copa de la Liga de balonmano (3): 2017, 2018, 2019
- Copa de Francia de balonmano (4): 2015, 2018, 2021, 2022
- Supercopa de Francia (3): 2014, 2015, 2016

### Aalborg
- Liga danesa de balonmano (1): 2024

### Premios individuales
- IHF Jugador del Año (2011, 2015, 2018).
- Mejor Jugador del Año Handball-Planet (2016, 2019).
- MVP de los Juegos Olímpicos de Río de Janeiro 2016.
- MVP del Campeonato Mundial de Balonmano Masculino 2013, 2019,[10] 2021.
- MVP de la Liga de Francia de Balonmano (2016).
- Máximo goleador de los Juegos Olímpicos de Tokio 2020.
- Máximo goleador del Campeonato Mundial de Balonmano Masculino 2011, 2019.
- Máximo goleador de la Liga de Campeones de la EHF 2012, 2016.
- Máximo goleador de la Liga de Francia de Balonmano (2015, 2016)
- Mejor lateral izquierdo de los Juegos Olímpicos Río de Janeiro 2016, Tokio 2020.
- Mejor lateral izquierdo del Campeonato Mundial de Balonmano Masculino 2011, 2021.
- Mejor lateral izquierdo del Campeonato Europeo de Balonmano Masculino 2012, 2014, 2018, 2022.
- Mejor lateral izquierdo de la Liga de Campeones de la EHF 2017, 2019, 2021.